# Esporte Clube Maricá
Esporte Clube Maricá é uma agremiação esportiva da cidade de Maricá, no estado do Rio de Janeiro, fundada a 1 de maio de 1943. Atualmente disputa competições amadoras.

## História

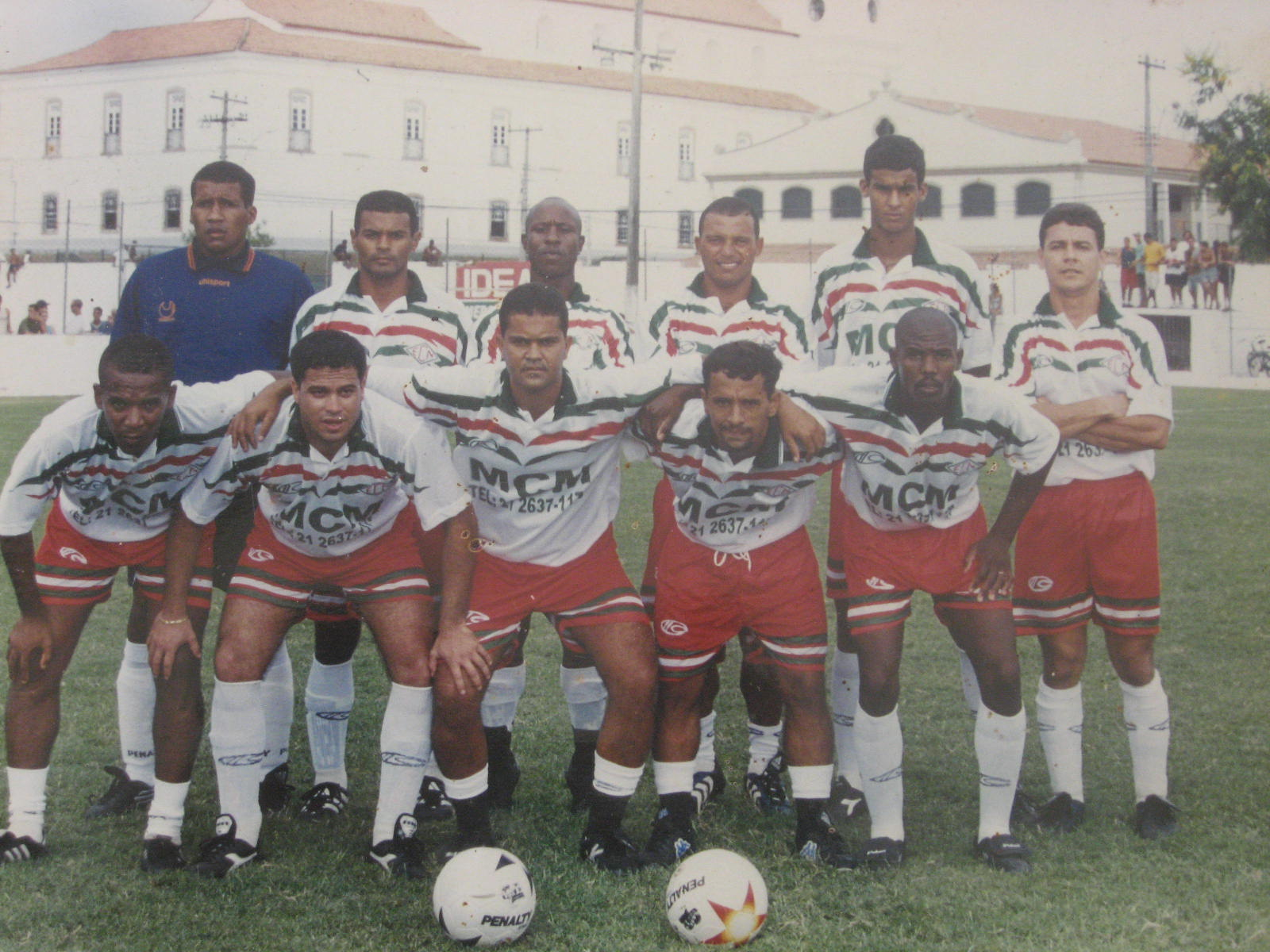
Equipe profissional do Maricá

Após disputar por anos o campeonato amador da liga local, o Esporte Clube Maricá, das cores verde, vermelha e branca estréia no profissionalismo da Terceira Divisão do estado do Rio de Janeiro em 1990. A campanha é boa na primeira fase, o clube se classifica em quarto e vai para a fase final quando finalmente chega em terceiro lugar no campeonato que teve as promoções de Céres Futebol Clube e Tupy Sport Club.
Em 1991, disputa a Segunda Divisão, em realidade a Terceira que havia virado Segunda, visto que o verdadeiro segundo módulo se tornara Módulo "B" da Primeira Divisão. O Maricá não faz boa campanha e fica apenas em sétimo lugar no seu grupo na primeira fase, sendo eliminado.

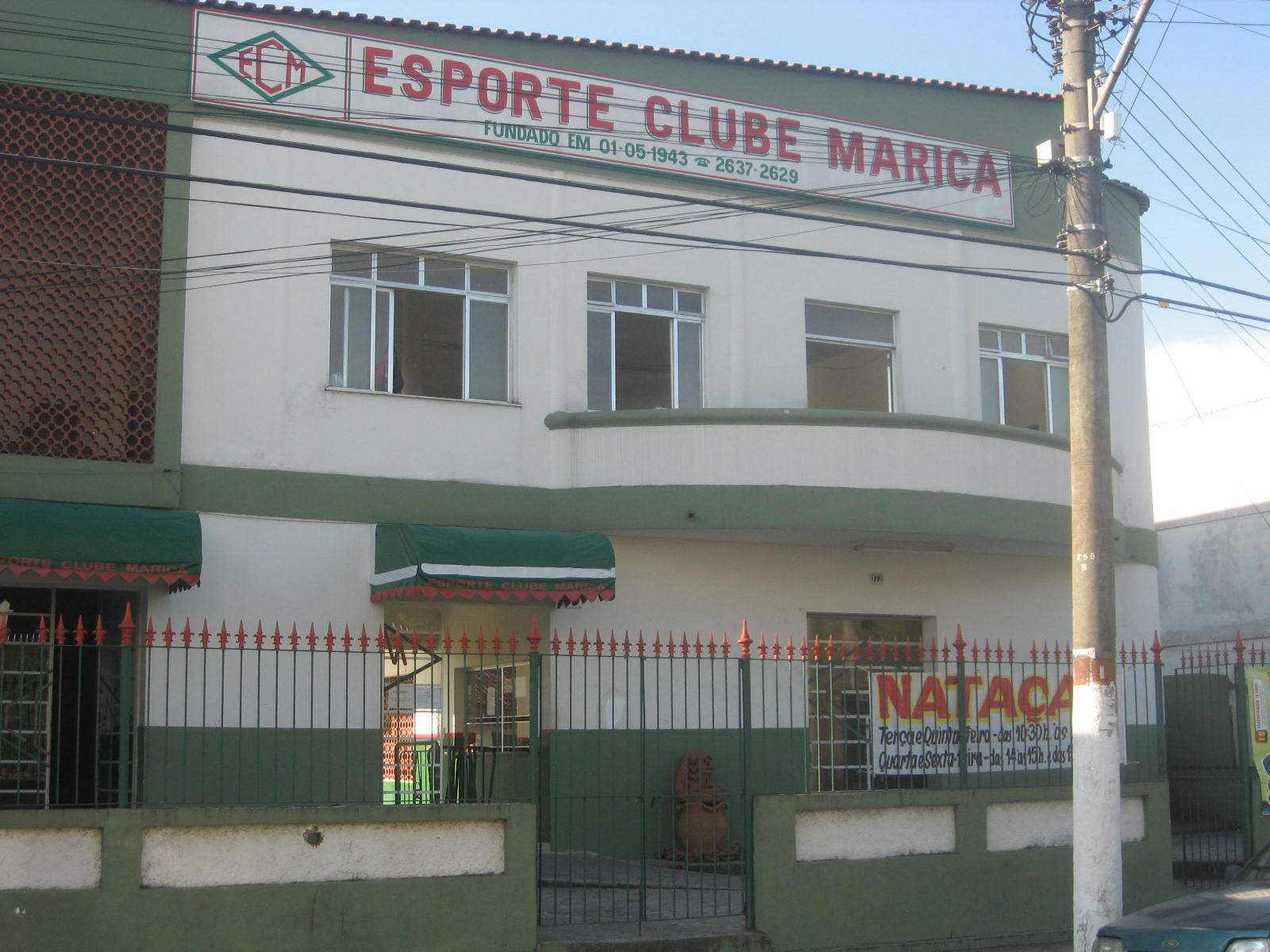
Sede social do Maricá

Após esse campeonato, o clube se licenciou das competições profissionais. Possui estádio próprio, o Doutor João Francisco de Oliveira.
Seu presidente é Sebastião Rodrigues Pinto Neto.
Em 2017, volta a competir oficialmente a Série B2 do campeonato carioca, com time profissional e sub-20.[carece de fontes?]

## Estatísticas

### Participações
| Competição          | Temporadas | Melhor campanha    | Estreia | Última | P | R |
| ------------------- | ---------- | ------------------ | ------- | ------ | - | - |
| Série B2 do Carioca | 1          | 3º colocado (1990) | 1990    | 1990   | – | – |